# Composé polyédrique
Un composé polyédrique est un polyèdre qui est lui-même composé de plusieurs autres polyèdres partageant un centre commun, l'analogue tridimensionnel des composés polygonaux (en) tels que l'hexagramme.
Les sommets voisins d'un composé peuvent être connectés pour former un polyèdre convexe appelé l'enveloppe convexe. Le composé est un facettage de l'enveloppe convexe.
Un autre polyèdre convexe est formé par le petit espace central commun à tous les membres du composé. Ce polyèdre peut être considéré comme le noyau pour un ensemble de stellations incluant ce composé. (Voir la liste des modèles de polyèdres de Wenninger (en) pour ces composés et plus de stellations.)
Le dual d'un composé de polyèdres est le composé des duaux de ces polyèdres.

## Composés réguliers
Un composé polyédrique régulier peut être défini comme un composé qui, comme un polyèdre régulier, est isogonal, isotoxal, et isoédrique. Avec cette définition, il existe 5 composés réguliers.
| Composé                                        | Image | Enveloppe convexe | Noyau                   | Symétrie | Composé dual-régulier                    |
| ---------------------------------------------- | ----- | ----------------- | ----------------------- | -------- | ---------------------------------------- |
| Composé de deux tétraèdres, ou octangle étoilé |       | Cube              | Octaèdre                | Oh       | Composé de deux tétraèdres               |
| Composé de cinq tétraèdres (en)                |       | Dodécaèdre        | Icosaèdre               | I        | Composé jumeau chiral de cinq tétraèdres |
| Composé de dix tétraèdres (en)                 |       | Dodécaèdre        | Icosaèdre               | Ih       | Composé de dix tétraèdres                |
| Composé de cinq cubes (en)                     |       | Dodécaèdre        | Triacontaèdre rhombique | Ih       | Composé de cinq octaèdres                |
| Composé de cinq octaèdres (en)                 |       | Icosidodécaèdre   | Icosaèdre               | Ih       | Composé de cinq cubes                    |

Le plus connu est le composé de deux tétraèdres, souvent appelé l'octangle étoilé, un nom donné par Kepler. Les sommets des deux tétraèdres définissent un cube, et l'intersection des deux : un octaèdre, qui partage les mêmes plans de faces que le composé. Ainsi, c'est une stellation de l'octaèdre.
L'octangle étoilé peut aussi être regardé comme un composé dual-régulier.
Le composé de cinq tétraèdres (en) se décline en 2 versions énantiomorphes, qui ensemble forment le composé de 10 tétraèdres. Chaque composé tétraédrique est autodual ou dual de son jumeau chiral, et le composé de 5 cubes est le dual du composé de 5 octaèdres.
Remarque : il y a 2 positions pour placer les sommets du tétraèdre régulier sur des sommets du cube, 5 positions pour placer les sommets du cube sur des sommets du dodécaèdre régulier, 10 positions pour placer les sommets du tétraèdre régulier sur des sommets du dodécaèdre régulier, et 5 positions pour placer les sommets de l'icosaèdre régulier sur les arêtes de l'octaèdre régulier.

## Composé dual-régulier
Un composé dual-régulier est composé d'un polyèdre régulier (un des solides de Platon ou des solides de Kepler-Poinsot) et de son dual régulier, arrangés réciproquement sur une sphère intermédiaire commune, telle que l'arête d'un polyèdre coupe l'arête duale du polyèdre dual. Il existe cinq composés duaux-réguliers.
| Composé dual-régulier                                     | Image | Enveloppe convexe       | Noyau           | Symétrie |
| --------------------------------------------------------- | ----- | ----------------------- | --------------- | -------- |
| Composé de deux tétraèdres                                |       | Cube                    | Octaèdre        | Oh       |
| Composé du cube et de l'octaèdre                          |       | Dodécaèdre rhombique    | Cuboctaèdre     | Oh       |
| Composé de l'icosaèdre et du dodécaèdre                   |       | Triacontaèdre rhombique | Icosidodécaèdre | Ih       |
| Composé du grand icosaèdre et du grand dodécaèdre étoilé  |       | Dodécaèdre              | Icosaèdre       | Ih       |
| Composé du petit dodécaèdre étoilé et du grand dodécaèdre |       | Icosaèdre               | Dodécaèdre      | Ih       |

Le composé dual-régulier d'un tétraèdre avec son polyèdre dual est aussi l'octangle étoilé régulier, puisque le tétraèdre est autodual.
Les composés duaux-réguliers cube-octaèdre et dodécaèdre-icosaèdre sont les premières stellations du cuboctaèdre et de l'icosidodécaèdre, respectivement.
Le composé du petit dodécaèdre étoilé et du grand dodécaèdre ressemble extérieurement au petit dodécaèdre étoilé, parce que le grand dodécaèdre est complètement contenu à l'intérieur.

## Composés uniformes
En 1976, John Skilling publia Uniform Compounds of Uniform Polyhedra (Composés uniformes de polyèdres uniformes) qui énumère 75 composés (incluant 6 ensembles prismatiques infinis de composés, #20-#25) fait à partir de polyèdres uniformes avec une symétrie rotationnelle. (Chaque sommet est de sommet uniforme et chaque sommet est transitif avec chaque autre sommet). Cette liste inclut les cinq composés réguliers ci-dessus.
Voici une table imagée des 75 composés uniformes listée par Skilling. La plupart sont colorés par chaque élément polyédrique. Certains, comme les paires chirales, sont colorés par symétrie des faces avec chaque polyèdre.
- 1-19 : Divers (4,5,6,9 et 17 sont les 5 composés réguliers)

|  |  |  |  |  |  |
|  |  |  |  |  |  |
|  |  |  |  |  |  |
|  |  |  |  |  |  |

- 20-25 : Symétrie prismatique incluse dans la symétrie diédrique,

|  |  |  |  |  |  |

- 26-45 : Symétrie prismatique incluse dans la symétrie octaédrique ou icosaédrique,

|  |  |  |  |  |  |
|  |  |  |  |  |  |
|  |  |  |  |  |  |
|  |  |  |  |  |  |

- 46-67 : Symétrie tétraédrique incluse dans la symétrie octaédrique ou icosaédrique,

|  |  |  |  |  |  |
|  |  |  |  |  |  |
|  |  |  |  |  |  |
|  |  |  |  |  |  |

- 68-75 : paires énantiomorphes

|  |  |  |  |  |  |
|  |  |  |  |  |  |

### Note
1. ↑  (en) The 75 Uniform Compounds of Uniform Polyhedra